# ユミックス
株式会社ユミックスは、テレビ・ラジオ番組の音響効果・選曲・MAスタジオ・番組制作の業務を行う制作プロダクションである。1973年（昭和48年）設立。